# Felsberg
Felsberg (en romanche Favugn) es una comuna suiza del cantón de los Grisones, situada en la región de Imboden. Limita al norte con las comunas de Pfäfers (SG) y Haldenstein, con esta última también limita al este, al sureste con Coira, al sur con Domat/Ems, y al oeste con Tamins.